# 하몽화몽 서울
"하몽화몽 서울"은 1994년에 개봉한 대한민국의 영화이다.

## 캐스팅
- 김경희 : 수지 역
- 민지아 : 다영 역
- 허준호 : 성욱 역
- 박준규 : 현수 역
- 한영수 : 실장 역
- 남포동 : 오 과장 역
- 박용팔 : 박장노 역
- 이해룡 : 사장 역
- 신성하 : 사원 1 역
- 박동룡 : 경비 역
- 유명순 : 노부인 역
- 이석구 : 손님 역
- 송일동 : 수위 역
- 신용 : 사원 2 역
- 김진선 : 청소부 역
- 문명곤 : 건달 1 역
- 배동진 : 건달 2 역
- 원석 : 도사 역
- 맹찬재 : 신사 역
- 이동진 : 도둑 역
- 한명구 : 바바리 역 (특별출연)